# HOME (井上侑のアルバム)
『HOME』（ホーム）は、井上侑によるNHKみんなのうたの楽曲のカバー・アルバム。2012年6月6日にSHINKO MUSIC RECORDSより発売。片寄明人（GREAT3、Chocolat&Akito）プロデュース、清水一登ピアノアレンジ＆演奏のもと、ボーカルのみに専念して制作された。

## 収録曲
1. 赤とんぼ
2. 太陽の子どもたち
3. メトロポリタン美術館
4. みずうみ
5. 童神〜天の子守歌〜
6. 僕は君の涙
7. 大きな古時計
8. クマのぬいぐるみ
9. アオゾラ
10. おもいでのアルバム

## 制作
- プロデュース：片寄明人（GREAT3、Chocolat&Akito）
- レコーディング：川畑大城
- ミックス：浦本雅史
- マスタリング：阿部允泰

## 参加ミュージシャン
- ピアノ演奏：清水一登
- アレンジ：清水一登、片寄明人